# パブロ・イバニェス
パブロ・イバニェス・テバル（Pablo Ibáñez Tébar, 1981年8月3日 - ）は、スペイン出身の元サッカー選手。スペイン代表であった。ポジションはディフェンダー（センターバック）。2015年から2023年現在までブライトンの選手スカウト担当の役職に就いている。

## 経歴

### クラブ

#### アルバセテ・バロンピエ
地元のアルバセテ・バロンピエの下部組織出身。2002年、セサル・フェランド監督に見出され、セグンダ・ディビシオン（2部）でトップチームデビューを飾った。2002-03シーズン終了後にプリメーラ・ディビシオン（1部）昇格を決め、2003年9月30日のCAオサスナ戦でトップリーグデビューした。2003-04シーズンは37試合に出場し、アルバセテは14位で残留を果たした。

#### アトレティコ・マドリード
2004年夏、フェランドが監督に就任したアトレティコ・マドリードに移籍した。2004-05シーズンは同じく新加入でコロンビア代表のルイス・ペレアとコンビを組んだ。序盤戦の活躍からリヴァプールFC、ユヴェントスFC、マンチェスター・ユナイテッドFCなどに興味を示されたが、実際の移籍には至らなかった。2007-08シーズンのプレーぶりはサポーターから強い批判を浴びたが、34試合に出場してビジャレアルCF戦(3-4)で得点し、アトレティコはリーグ戦4位でUEFAチャンピオンズリーグ出場権を獲得した。2008年夏にはトマーシュ・ウイファルシとフアニートが加入し、イバニェスの重要性は徐々に低下していった。2009年後半にキケ・サンチェス・フローレス監督が就任すると、キケ・フローレス監督は下部組織出身のアルバロ・ドミンゲスを重用し、チームメイトの出場停止や負傷などの場合を除いて、ほとんどの試合で招集メンバーから外れた。2009-10シーズン後半戦は1試合も出場機会がなく、シーズンを通じても7試合の出場にとどまった。

#### イングランドへの移籍
2010年6月上旬、イングランド・プレミアリーグに昇格したウェスト・ブロムウィッチ・アルビオンFCと3年契約を結んだ。フリーエージェントのため移籍金は発生していない。8月14日のチェルシーFC戦でデビューしたが、0-6で惨敗を喫した。8月24日、フットボールリーグカップのレイトン・オリエントFC戦(2-0)で移籍後初得点を挙げた。
2011年8月下旬、フットボールリーグ・チャンピオンシップ（2部）に降格したバーミンガム・シティFCと2年契約を結んだ。移籍金は明らかにされていない。UEFAヨーロッパリーググループリーグのSCブラガ戦(1-3)でデビューした。同大会のクルブ・ブルッヘ戦ではジョゼフ・アクパラと激突して意識を失った。その治療の結果、後半のロスタイムが長く取られ、ロスタイム10分にクリス・ウッドが決勝点を挙げて勝利した。

### 代表
2004年11月17日、マドリードで行われたイングランド戦(1-0)でスペイン代表デビューした。2006 FIFAワールドカップではカルレス・プジョルとともにセンターバックのレギュラーであった。同大会後はカルロス・マルチェナもしくはラウール・アルビオルの控えとなり、2008年にビセンテ・デル・ボスケが監督に就任してからはスペイン代表に招集されていない。

## 所属クラブ
- アルバセテ・バロンピエB 1999-2002
- アルバセテ・バロンピエ 2002-2004
- アトレティコ・マドリード 2004-2010
- ウェスト・ブロムウィッチ・アルビオンFC 2010-2011
- バーミンガム・シティFC 2011-2013

## 代表歴

### 出場大会
- スペイン代表
  - 2006 FIFAワールドカップ

### 試合数
- 国際Aマッチ 23試合 0得点（2004年-2008年）[11]

| スペイン代表 | 国際Aマッチ | 国際Aマッチ |
| 年           | 出場        | 得点        |
| ------------ | ----------- | ----------- |
| 2004         | 1           | 0           |
| 2005         | 6           | 0           |
| 2006         | 11          | 0           |
| 2007         | 4           | 0           |
| 2008         | 1           | 0           |
| 通算         | 23          | 0           |

## タイトル
- アトレティコ・マドリード

UEFAインタートトカップ 優勝 : 2007
UEFAヨーロッパリーグ 優勝 : 2009-2010
コパ・デル・レイ 準優勝 : 2009-2010